# Cupa Mondială de Rugby din 1991
Cupa Mondială de Rugby din 1991 a fost ce de-a doua ediție a Cupei Mondiale de Rugby. A avut loc între 3 octombrie și 2 noiembrie 1991 în țările din Turneul celor Șase Națiuni. Turneul a fost câștigat de Australia, care a învins Anglia cu scorul de 12–6. Noua Zeelandă, fosta campioană, a pierdut în semifinală în fața Australiei, cu 6-16. România s-a calificat și a jucat în grupa D, cu Fiji, Franța și Canada, unde a terminat pe penultimul loc, cu o victorie, și a ieșit din competiție.

## Țări participante
| Grupa A                                   | Grupa B                         | Grupa C                                | Grupa D                    |
| ----------------------------------------- | ------------------------------- | -------------------------------------- | -------------------------- |
| Noua Zeelandă Anglia Italia Statele Unite | Scoția Irlanda Japonia Zimbabwe | Australia Țara Galilor Samoa Argentina | Franța Fiji Canada România |

## Legături externe
- Rezultate pe ESPN
- en  WorldRugby.org